# Підгорне (Жаксинський район)
Підго́рне (каз. Подгорное) — село у складі Жаксинського району Акмолинської області Казахстану. Адміністративний центр та єдиний населений пункт Підгорненського сільського округу.
Населення — 709 осіб (2021; 789 у 2009, 1023 у 1999, 1088 у 1989).
Національний склад станом на 1989 рік:
- українці — 37 %;
- росіяни — 28 %.